# Ogród Finzi-Continich (film)
Ogród Finzi-Continich, alternatywny tytuł polski Ogród rodziny Finzi-Continich (wł. Il giardino dei Finzi Contini) – włosko-niemiecki dramat historyczny z 1970 roku w reżyserii Vittoria De Siki. Adaptacja na poły autobiograficznej powieści z 1962 roku autorstwa Giorgio Bassaniego.

## Fabuła
Historia zamożnej rodziny żydowskiej z Ferrary za czasów faszystowskich. Finzi-Contini posiadają wspaniały dom i otoczony murem ogród, a nade wszystko cieszą się szacunkiem i prestiżem. Podczas gdy dorosłe już dzieci beztrosko uprawiają tenis i urządzają w swej posiadłości huczne przyjęcia, walec historii niechronnie nadciąga również ku nim.

## Obsada
- Lino Capolicchio jako Giorgio
- Dominique Sanda jako Micol
- Helmut Berger jako Alberto
- Fabio Testi jako Bruno Malnate
- Romolo Valli jako ojciec Giorgio
- Camillo Cesarei jako ojciec Micol
- Inna Alexeievna jako babcia Micol
- Katina Morisani jako matka Micol
- Barbara Pilavin jako matka Giorgio

## Produkcja
Zdjęcia kręcono w Ferrarze, Rzymie i Monzy.

## Nagrody i nominacje
Nagrody David di Donatello (1971)
- Najlepszy film
- Specjalny David (Lino Capolicchio za główną rolę)

21. MFF w Berlinie (1971)
- Złoty Niedźwiedź
- Nagroda Interfilm im. Otto Dibeliusa

Oscary (1972):
- Najlepszy film nieanglojęzyczny
  - nominacja za scenariusz adaptowany (Ugo Pirro, Vittorio Bonicelli)